# Symmetric in Design
A Symmetric in Design a svéd, melodic death metal stílusú Scar Symmetry első nagylemeze. Az album felvétele a Svédországon belül az avestai Black Lounge stúdióban folyt, és 2004 júliusától egészen szeptemberig tartott. A Symmetric in Design Európában 2005. február 7-én jelent meg, míg az Amerikai Egyesült Államokban szeptember 6-án és Japánban április 25-én, abban az évben.

## Számlista
1. Chaosweaver - 3:40
2. 2012: The Demise of the 5th Sun - 3:51
3. Dominion - 3:26
4. Underneath the Surface - 3:50
5. Reborn - 3:58
6. Veil of Illusions - 5:06
7. Obscure Alliance - 3:42
8. Hybrid Cult - 5:00
9. Orchestrate the Infinite - 4:07
10. Detach from the Outcome - 3:25
11. Seeds of Rebellion - 3:12
12. The Eleventh Sphere - 5:19

## Kiadási dátumok
| Hely                      | Dátum               |
| ------------------------- | ------------------- |
| Európa                    | 2005. február 7.    |
| Japán                     | 2005. április 25.   |
| Amerikai Egyesült Államok | 2005. szeptember 6. |

## Külső hivatkozások
- Hivatalos weboldal